# 가가 미쓰루
가가 미쓰루(일본어: 鹿賀ミツル 카가 미츠루[*], 6월 21일 ~ ) 은 일본의 만화가. 나라현 출신으로 나리야스 조형대햑 삽화 클래스 졸업.
현재 대표작으로 《월간 소년 선데이》에 연재하고 있는 〈갬블!〉이 있다.